# Fort Washington (Kalifornija)
Fort Washington je naseljeno područje za statističke svrhe u američkoj saveznoj državi Kalifornija. Prema popisu stanovništva iz 2010. u njemu je živjelo 233 stanovnika.